# Liberté de panorama
Pour les articles homonymes, voir FOP.
 (novembre 2023).
La liberté de panorama (de l'allemand Panoramafreiheit ; en anglais, Freedom of panorama ou FOP) ou exception de panorama, est une exception au droit d'auteur par laquelle il est permis de reproduire une œuvre protégée se trouvant dans l'espace public. Selon les pays, cette exception peut concerner les œuvres d'art ou les œuvres d'architecture.

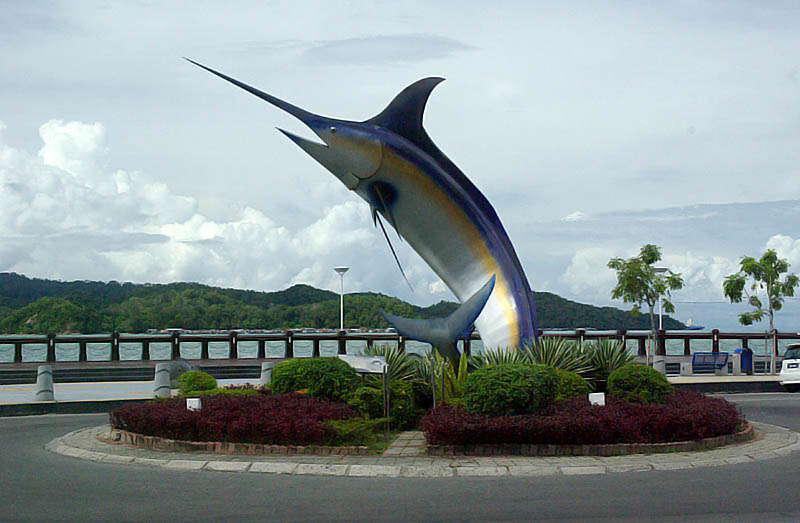
La photographie de cette sculpture installée de manière permanente à Kota Kinabalu peut être diffusée grâce à la liberté de panorama adoptée par la Malaisie.

## Principes

### Principe de base

Liberté de panorama dans le monde :
Oui, dont les espaces publics intérieurs
Oui, dont les sculptures permanentes et les œuvres d'art en 3D
Oui, uniquement pour les immeubles
Oui, pour les immeubles et certains espaces publics intérieurs
Peut-être / pas clair
Non
Non, par manque législatif
Non renseignée

Dans la plupart des pays, la protection du droit d'auteur est reconnue aux architectes et sculpteurs sur leurs œuvres quand elles présentent une dimension artistique (ce qui en exclut, par exemple, les reconstitutions scientifiques d'appareils ou vaisseaux, d'ADN agrandi, ou d'animaux préhistoriques d'une portée exclusivement didactique). L'article 2-1 de la convention de Berne (signée le 9 septembre 1886) cite explicitement les « œuvres d'architecture, de sculpture » comme relevant de son application. L'article 9 du même texte réserve à l'auteur « le droit exclusif d’autoriser la reproduction de ces œuvres, de quelque manière et sous quelque forme que ce soit. »

### Dérogations
Sauf à rendre très difficile ou impossible la réalisation de films, reportages photographiques, vidéo ou télévisés, images artistiques contenant des sculptures, architectures ou œuvres dérivées, ce droit est difficilement applicable pour les bâtiments et sculptures quand elles sont situées dans l'espace public[réf. nécessaire]. Certains pays ont donc introduit dans leur législation une dérogation au droit commun, autorisant la libre reproduction de l'image d'œuvres normalement protégées, dès lors que celles-ci se trouvent dans l'espace public, sans que l'autorisation de l'auteur doive être recherchée ou sans qu'un paiement lui soit dû. Les modalités de cette exception varient suivant les pays. 
- En Allemagne, pays où cette liberté est l'une des plus anciennes (loi de 1876), l'article 59 de l’Urheberrechtsgesetz allemande autorise la « reproduction par la peinture, le dessin, la photographie ou le cinéma d'œuvres situées de manière permanente dans l'espace public, la distribution et la communication publique de telles copies. Pour les œuvres architecturales, la copie ne peut porter que sur l'aspect extérieur[2] ».

- En Grande-Bretagne, selon la section 62 du « Copyright, Designs and Patents Act 1988 » britannique[3], on n'enfreint pas le copyright, pour les bâtiments ainsi que les sculptures, maquettes d'édifices et œuvres d'artisanat d'art se trouvant en permanence dans un lieu public ou dans des lieux ouverts au public, si on fait une œuvre graphique, une photo ou un film la représentant, et qu'on les diffuse.

- En Suisse, l'article 27 de la loi fédérale « sur le droit d'auteur et les droits voisins » dispose qu'« il est licite de reproduire des œuvres se trouvant à demeure sur une voie ou une place accessible au public ; les reproductions peuvent être proposées au public, aliénées, diffusées ou, de quelque autre manière, mises en circulation[4] ». Cette exception est limitée à la reproduction en deux dimensions (dessin photo, gravure, vidéo…) de l'œuvre et « les reproductions ne doivent pas pouvoir être utilisées aux mêmes fins que les originaux » (ce qui exclut par exemple que des plans d'architectes puissent être légalement réutilisés pour copier un bâtiment).

## En Europe

Aperçu de la portée de la liberté de panorama dans les pays de l'Europe.
Rouge : pas de liberté de panorama.
Marron : en extérieur, uniquement pour un usage non-commercial.
Orange : œuvres d'art uniquement dans un but non-commercial, commercial pour les bâtiments.
Jaune : en extérieur, même dans un but commercial.
Vert clair : y compris l'intérieur des bâtiments publics, pour un usage non-commercial.
Vert foncé : y compris l'intérieur des bâtiments publics, même pour un usage commercial.
Bleu : en extérieur, et spécificité néerlandaise sur la notion d'intérieur des bâtiments.
Gris : Andorre, Saint-Marin et Monaco n'ont pas légiféré.

L'Europe a le souci de protéger les droits de l'auteur/créateur tout en autorisant l'expression artistique de tous : « La Cour [européenne des droits de l'homme] a souligné l’importance de l’expression artistique dans le contexte du droit à la liberté d’expression (article 10 de la Convention). De façon générale, elle lui a accordé un haut degré de protection lorsqu’il s’est agi d'œuvres d’art telles que les romans, les poèmes, les peintures, etc. ».
Une jurisprudence (1988) de la Cour européenne des droits de l'homme a souligné « que l’article 10 englobait la liberté d’expression artistique — notamment dans la liberté de recevoir et communiquer des informations et des idées — ajoutant qu’il permettait de participer à l’échange public des informations et idées culturelles, politiques et sociales (§ 27) et elle concluait qu’il en résultait pour l’État l’obligation de ne pas empiéter indûment sur la liberté d’expression des artistes qui créent (§ 33) ». La Cour ne semble pas s'être clairement prononcée sur la gestion des situations de conflits entre le droit d'expression du photographe et celui de l'architecte, mais — en s'appuyant notamment sur la « Convention-cadre du Conseil de l’Europe sur la valeur du patrimoine culturel pour la société » — elle « a admis que la protection de ce patrimoine [culturel et naturel] était un but légitime que l’État pouvait chercher à atteindre en limitant l’exercice de droits individuels, s’agissant plus particulièrement du droit de propriété consacré par l’article 1 du Protocole no 1 ». Si des œuvres d’art réalisées par des artistes étrangers et appartenant au « patrimoine culturel de toutes les nations » sont licitement accueillies par un État sur son territoire, cet État peut « privilégier la solution la plus apte à garantir une large accessibilité au bénéfice du public, dans l’intérêt général de la culture universelle (§ 113). La Cour a fait référence aux concepts de « culture universelle » et de « patrimoine culturel de toutes les nations » et les a associés au droit du public d’y avoir accès » (voir plus haut, II. Accès à la culture).
La Cour considère même que la protection du patrimoine culturel d’un pays constitue un but légitime propre à justifier l’expropriation par l'État d’un immeuble classé « bien culturel », pour des « impératifs de l’« utilité publique » » qui doit être argumenté sur des bases raisonnables. « Cela vaut également mutatis mutandis pour la protection de l’environnement ou du patrimoine historique ou culturel d’un pays ». Ainsi dans plusieurs cas, « la Cour a estimé que la protection de l’environnement ou du patrimoine naturel devait être considérée comme un but légitime de nature à justifier une ingérence de l’État dans le droit de propriété ».

### En Belgique
En juin 2016, une proposition de loi du parti Open VLD propose d'inscrire dans la loi la liberté de panorama. Le texte est approuvé en deuxième lecture, signé par le Roi le 27 juin 2016 et publié au Moniteur belge le 5 juillet 2016. Les sociétés de défense des droits d'auteurs ont par trois fois tenté d'amender le texte via des parlementaires afin de limiter la liberté de panorama aux utilisations non commerciales,,.
Depuis son entrée en vigueur le 15 juillet 2016, cette loi dispose que lorsque l’œuvre a été publiée de façon légale, son auteur ne peut interdire « la reproduction et la communication au public d’œuvres d'art plastique, graphique ou architectural destinées à être placées de façon permanente dans des lieux publics, pour autant qu'il s'agisse de la reproduction ou de la communication de l’œuvre telle qu'elle s'y trouve et que cette reproduction ou communication ne porte pas atteinte à l'exploitation normale de l’œuvre ni ne cause un préjudice injustifié aux intérêts légitimes de l'auteur », ce qui permet de prendre des photos d'immeubles, sculptures, dessins, peintures, photos, etc. se trouvant de façon permanente dans des lieux publics,,.

### En France

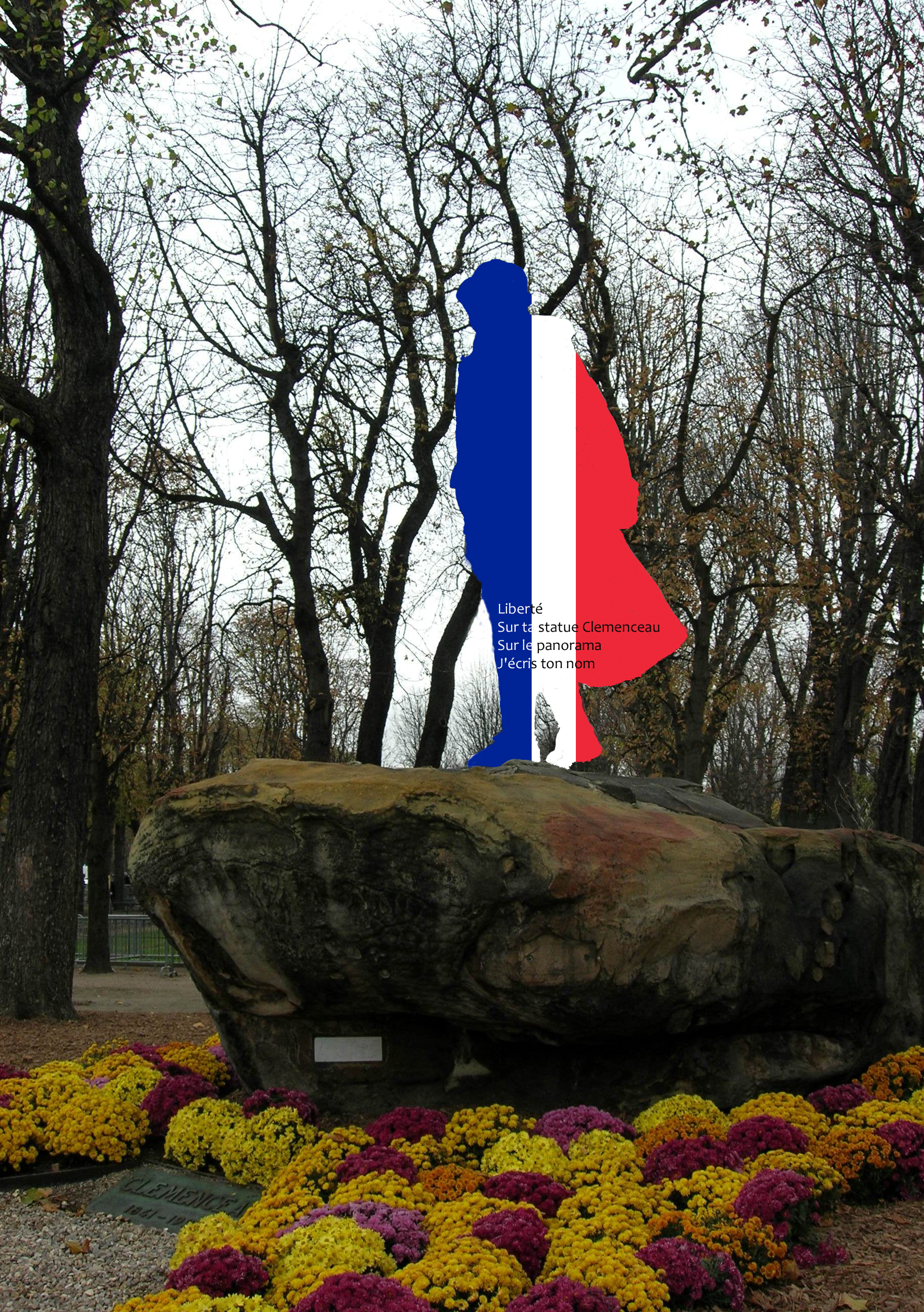
En France, il y a une liberté de panorama pour les sculptures et pour les bâtiments soumise à un texte strict. Il est possible de censurer ces œuvres sur les photos.

#### Avant 2016
En France, le Code de la propriété intellectuelle protège toutes les « œuvres de l'esprit », dont les « œuvres d'architecture, de sculpture » (article L.112-2) dès lors qu'elles sont originales, c'est-à-dire qu'elles « portent l’empreinte de la personnalité de l’auteur ». À cet égard, les œuvres d'architecture ont pour particularité que, dans la plupart des cas, l'architecte ne peut pas créer librement ; il est contraint par la fonction de l'ouvrage et les demandes du maître d'ouvrage. La jurisprudence a donc reconnu deux critères pour déterminer l'originalité d'un bâtiment : « un caractère artistique certain » et le fait qu'il ne s'agisse pas d'une construction en série,. L'article 40 de la loi du 11 mars 1957 dispose que « toute reproduction intégrale ou partielle, faite sans le consentement de l'auteur ou de ses ayants droit ou ayants cause est illicite ». Aucune disposition législative ne prévoit d'exception pour les œuvres situées dans l'espace public,.
Une jurisprudence ancienne a ébauché ce qui aurait pu être une liberté de panorama à la française. Ainsi, le tribunal de commerce de la Seine considérait dans son arrêt du 7 mars 1861 que la protection d'une œuvre située dans la rue ne saurait porter atteinte à la jouissance commune de « l'espace naturel » dans laquelle elle s'intègre. La même juridiction décidait le 7 novembre 1867 que « les aspects extérieurs du palais et du Parc qui sont livrés au regard et à l'étude du public sont par cela même susceptibles d'être reproduits par tous et de toute manière ». Néanmoins, la jurisprudence postérieure à la loi de 1957 sur la propriété intellectuelle n'a pas suivi cette voie. Ainsi, est condamnée comme contrefaçon une carte postale représentant la Géode de la Cité des sciences et de l'industrie, œuvre d'Adrien Fainsilber, qui a « pour objet essentiel la représentation de ce monument, » ou encore une autre représentant la Grande Arche de la Défense, œuvre de Johann Otto von Spreckelsen, parce que l'œuvre figure « dans un panorama dont elle constitue l'élément central ou tout au moins, un élément essentiel, sans pouvoir être considérée comme simple partie d'un cadre naturel non protégé, ». Dans ce dernier cas, le tribunal ajoute que « la jouissance du droit d'auteur ne saurait être battue en brèche par aucune des considérations […] tirées de la vocation attribuée au monument ou de l'origine des deniers ayant permis son financement, ».
Inversement, la jurisprudence française du droit d'auteur admet traditionnellement deux théories voisines dites « de l'arrière-plan », également utilisée en matière de droit à l'image des personnes, et « de l'accessoire ». Ainsi, il n'est pas nécessaire de rechercher l'autorisation de l'auteur quand l'œuvre figure en arrière-plan dans la scène d'un film,. La reproduction est également libre quand l'œuvre considérée occupe une place très secondaire sur une photographie. La cour d'appel de Paris utilise ce principe pour débouter, en 1980, Roger Saubot, Eugène Beaudouin, Urbain Cassan et Louis Hoym de Marien, architectes de la tour Montparnasse, dont l'œuvre a été reproduite sur une carte postale montrant la rue de Rennes à Paris, de nuit. Elle considère en effet que « s'agissant d'un élément d'un ensemble architectural qui constitue le cadre de vie de nombreux habitants d'un quartier de Paris […], le droit à protection cesse lorsque l'œuvre en question est reproduite non pas en tant qu'œuvre d'art, mais par nécessité, au cours d'une prise de vue dans un lieu public ; sur la carte postale litigieuse, la tour Montparnasse n'a pas été photographiée isolément mais dans son cadre naturel qui ne fait l'objet d'aucune protection, ».
La Cour de cassation consacre ce principe en 1995 en arrêtant que « la représentation d'une œuvre située dans un lieu public n'est licite que lorsqu'elle est accessoire par rapport au sujet principal représenté ou traité » et le distingue explicitement du droit de courte citation,. La jurisprudence ultérieure le précise en soulignant que l'œuvre d'art représentée ne doit pas avoir été incluse intentionnellement comme un élément du décor : « constitue une représentation illicite d'une statue de Maillol la diffusion d'un film publicitaire dans laquelle elle figure, alors qu'elle a été utilisée, non pas dans une séquence tournée en décor naturel, ce qui justifierait une apparition fugace de la sculpture, placée dans le jardin des Tuileries, totalement accessoire au sujet traité, mais comme un élément du décor ». Le principe de l'accessoire a ensuite été étendu aux espaces privés,.

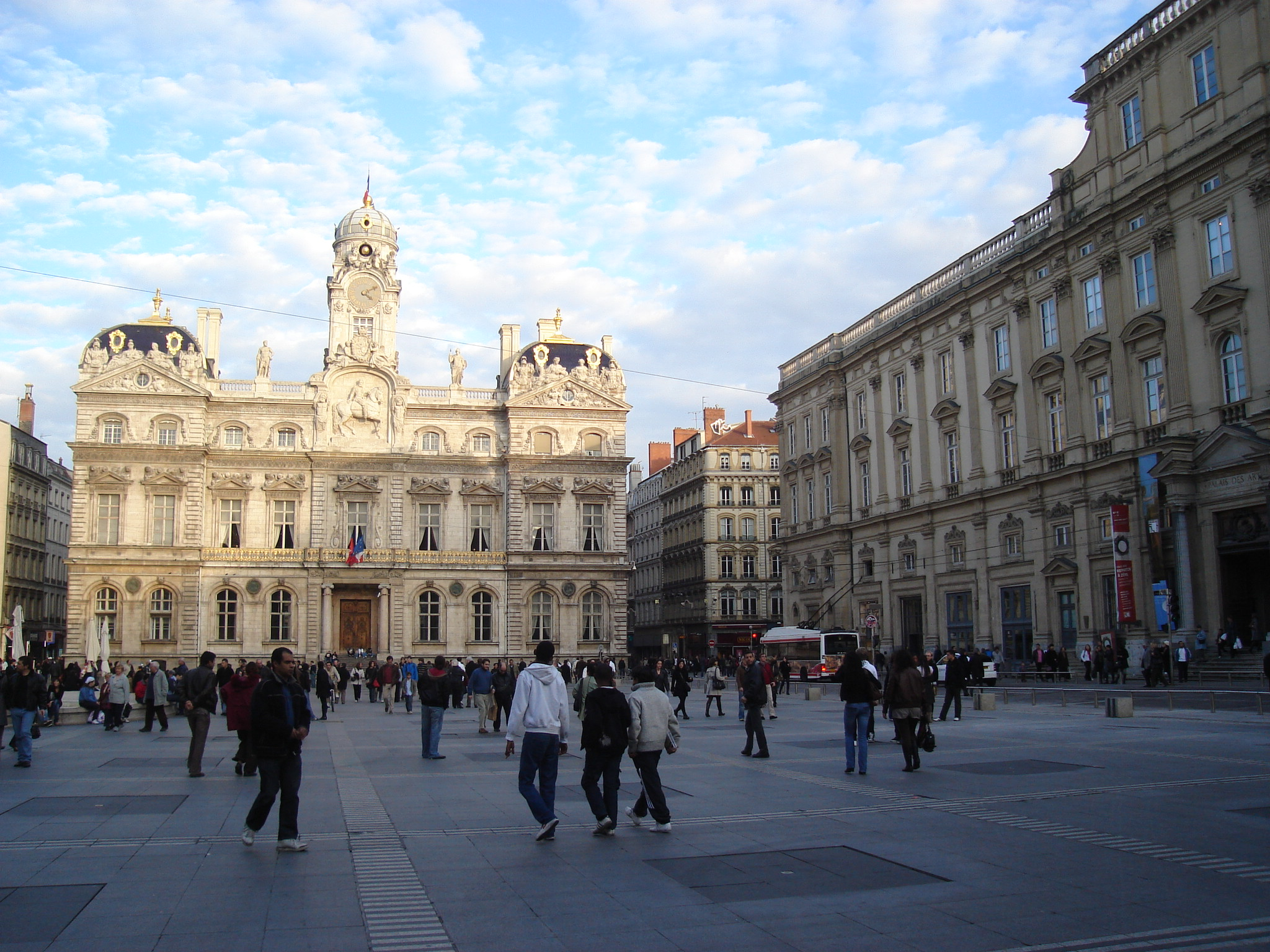
Place des Terreaux, Lyon.

En 2005, l'affaire dite « de la place des Terreaux » reprend la théorie de l'accessoire. Elle vise la diffusion de cartes postales de la place des Terreaux, à Lyon, reproduisant l'œuvre d'art et l'œuvre architecturale du plasticien Daniel Buren et de l'architecte Christian Drevet. La cour d'appel de Lyon considère qu'« échappe au grief de contrefaçon la représentation d'une œuvre située dans un lieu public lorsqu'elle est accessoire au sujet traité ». La cour de cassation confirme l'arrêt : « ayant relevé que, telle que figurant dans les vues en cause, l'œuvre de MM. X et Z se fondait dans l'ensemble architectural de la place des Terreaux dont elle constituait un simple élément, la Cour d'appel en a exactement déduit qu'une telle présentation de l'œuvre litigieuse était accessoire au sujet traité, résidant dans la représentation de la place, de sorte qu'elle ne réalisait pas la communication de cette œuvre au public ». On a souligné que, loin de mettre en œuvre une liberté de panorama à la française, cette décision « corrobore tout à fait l'idée que l'incorporation d'une œuvre dans le domaine public ne la fait certainement pas échapper au droit commun pour ce qui est des droits reconnus à son auteur ».
La liberté de panorama étant une des exceptions optionnelles prévues par la directive européenne sur le droit d'auteur de 2001, elle aurait pu être intégrée au droit français lors de la transposition de cette dernière par la loi DADVSI, mais l'amendement correspondant a été rejeté, sur l'avis défavorable du rapporteur Christian Vanneste. En 2011, un amendement instaurant l'exception de liberté de panorama est rejeté à l'occasion de l'examen à l'Assemblée nationale d'un projet de loi sur la copie privée, autre exception au droit d'auteur.
En janvier 2016, lors de la discussion de la loi numérique, un amendement proposant la liberté de panorama est adopté par la commission des affaires culturelles.

#### Depuis la loi du 7 octobre 2016
La loi n° 2016-1321 du 7 octobre 2016 pour une République numérique a ajouté à l'article L.122-5 du code de la propriété intellectuelle.
En première lecture, le 21 janvier 2016, l'Assemblée nationale avait voté un amendement autorisant « les reproductions et représentations d’œuvres architecturales et de sculptures, placées en permanence sur la voie publique, réalisées par des particuliers à des fins non lucratives ». Il avait souvent été question de Wikipédia lors des débats.
Le Sénat a voté un texte très proche qui autorise « les reproductions et représentations d’œuvres architecturales et de sculptures, placées en permanence sur la voie publique, réalisées par des personnes physiques, à l'exclusion de tout usage à caractère directement ou indirectement commercial ». L'usage lucratif est remplacé par le caractère commercial. La restriction aux personnes physiques exclut les associations (personnes morales). Le texte est promulgué le 7 octobre 2016.

#### Le droit à l'image du propriétaire d'un bien
Tandis que les architectes ont des droits sur les œuvres dérivées de leurs réalisation, ce n'est pas le cas des propriétaires d'immeubles considérés comme des œuvres d'art. Le résumé des conclusions de l'arrêt du 7 mai 2004 de la Cour de cassation énonce que : Dans sa décision, la Cour exclut que le propriétaire de l'hôtel de Girancourt à Rouen, qui avait fait des travaux de restauration coûteux de l'hôtel particulier, puisse réclamer des droits exclusifs sur les photos de ce bâtiment : par ailleurs il n'a pas été démontré que la publication de photos constituait un trouble anormal.
La Cour a également statué le 5 juin 2003, « qu'il n'y a pas de droit du propriétaire sur l'image de son bien ». Mais par contre elle met en avant le respect de la vie privée du propriétaire de cette villa du Cap-Ferret : dans ce cas, non seulement il y avait eu publication d'une photo de maison (la photo d'une propriété, vue depuis le domaine public, est légale car elle ne fait pas partie de la propriété), mais le nom et l'adresse exacte de la propriété avaient été fournis ce qui constituait une atteinte au respect de la vie privée. Une décision précédente du 2 mai 2001 avait rejeté une demande basée sur la propriété qui n'avait pu justifier d'un trouble anormal.
Les autres droits liés à l'image de la propriété sont en fait ceux du designer/architecte de la propriété, de manière analogue au droit artistique qui relève du droit d'auteur mais ni du droit de propriété ni du droit d'usage. Cela signifie que même l'autorisation du propriétaire n'est pas suffisante pour faire une photo légalement utilisable, mais par contre le propriétaire ne peut pas s'opposer à la publication de la photo si l'autorisation en a été donnée par le designer/architecte, dans la mesure où il n'y a pas atteinte à la vie privée (l'emplacement exact de la maison et les noms des propriétaires ne peuvent pas être cités dans l'image si le propriétaire est une personne physique, à moins que celui-ci l'ait autorisé).
Utilisation commerciale d'une image des domaines nationaux : une affaire judiciaire a opposé la brasserie Kronenbourg à la direction des monuments historiques au sujet de l'utilisation d'une photo du château de Chambord dans une publicité de la marque de bière en 2010. Le 16 décembre 2015, la Cour administrative d'appel de Nantes confirme un jugement du tribunal administratif d'Orléans du 6 mars 2012 déboutant le plaignant, mais depuis, une loi votée en 2016 et donnant lieu à l'article L621-42 du Code du patrimoine restreint les utilisations d'images de domaines nationaux. Néanmoins, le 13 avril 2018, le Conseil d'État statuant en considération de la législation applicable à l'époque, confirme l'arrêt de la Cour administrative d'appel.

## Au Maroc
En 1955, la cour d'appel de Rabat affirme que « le fait d'édifier ou de placer sur la voie publique une œuvre architecturale n'implique en lui-même aucun abandon des droits de propriété artistique, ».